# Communauté de communes de Montesquieu
La communauté de communes de Montesquieu est un établissement public de coopération intercommunale (EPCI) français, situé dans le département de la Gironde, en région Nouvelle-Aquitaine.

## Historique
La communauté de communes a été créée le 7 décembre 2001 par arrêté préfectoral sur la base de 13 communes membres.

## Territoire communautaire

### Géographie
Située au centre du département de la Gironde, la communauté de communes de Montesquieu regroupe 13 communes et présente une superficie de 330,1 km2.

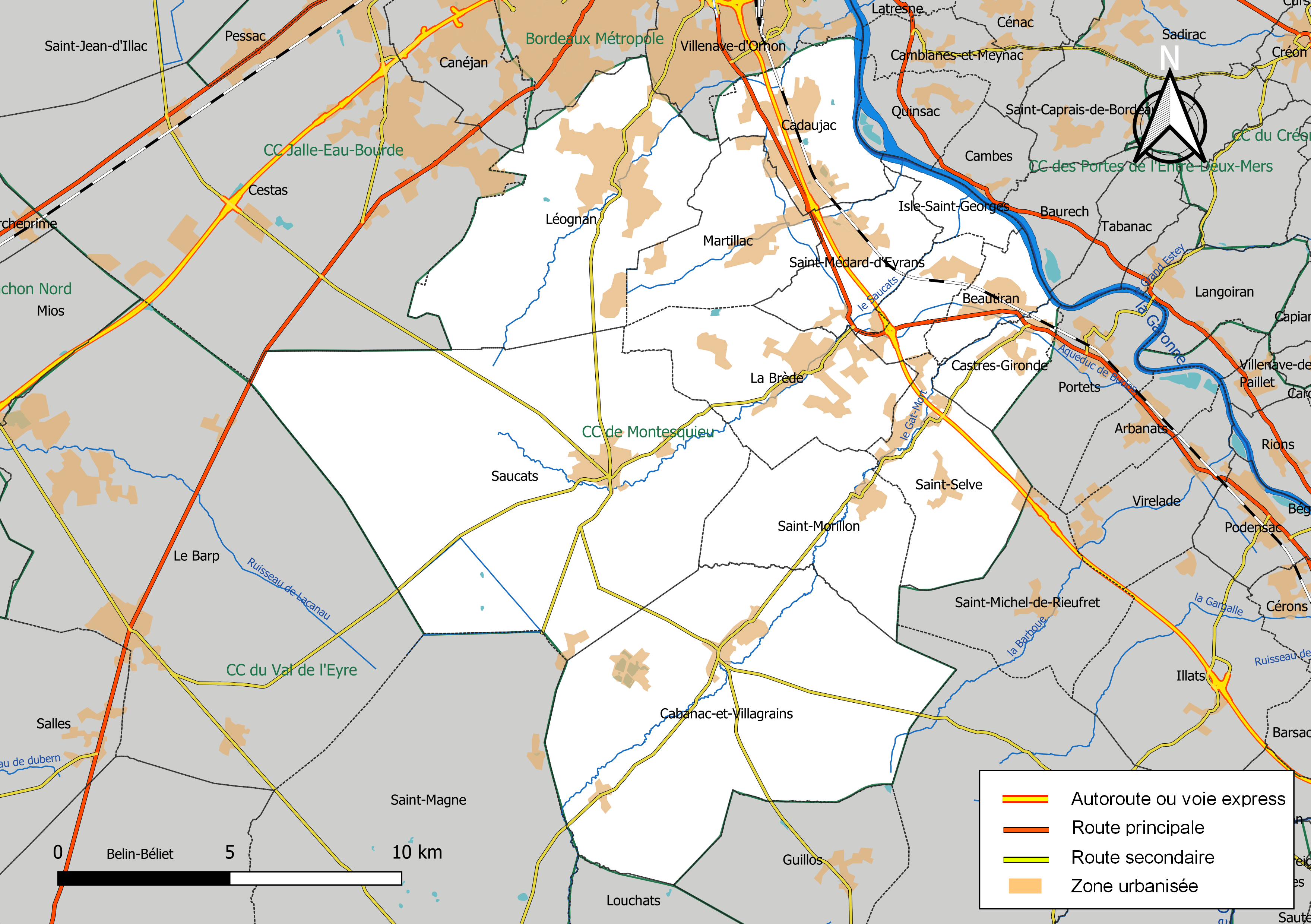
Carte de la communauté de communes de Montesquieu au 1er janvier 2019.

### Composition

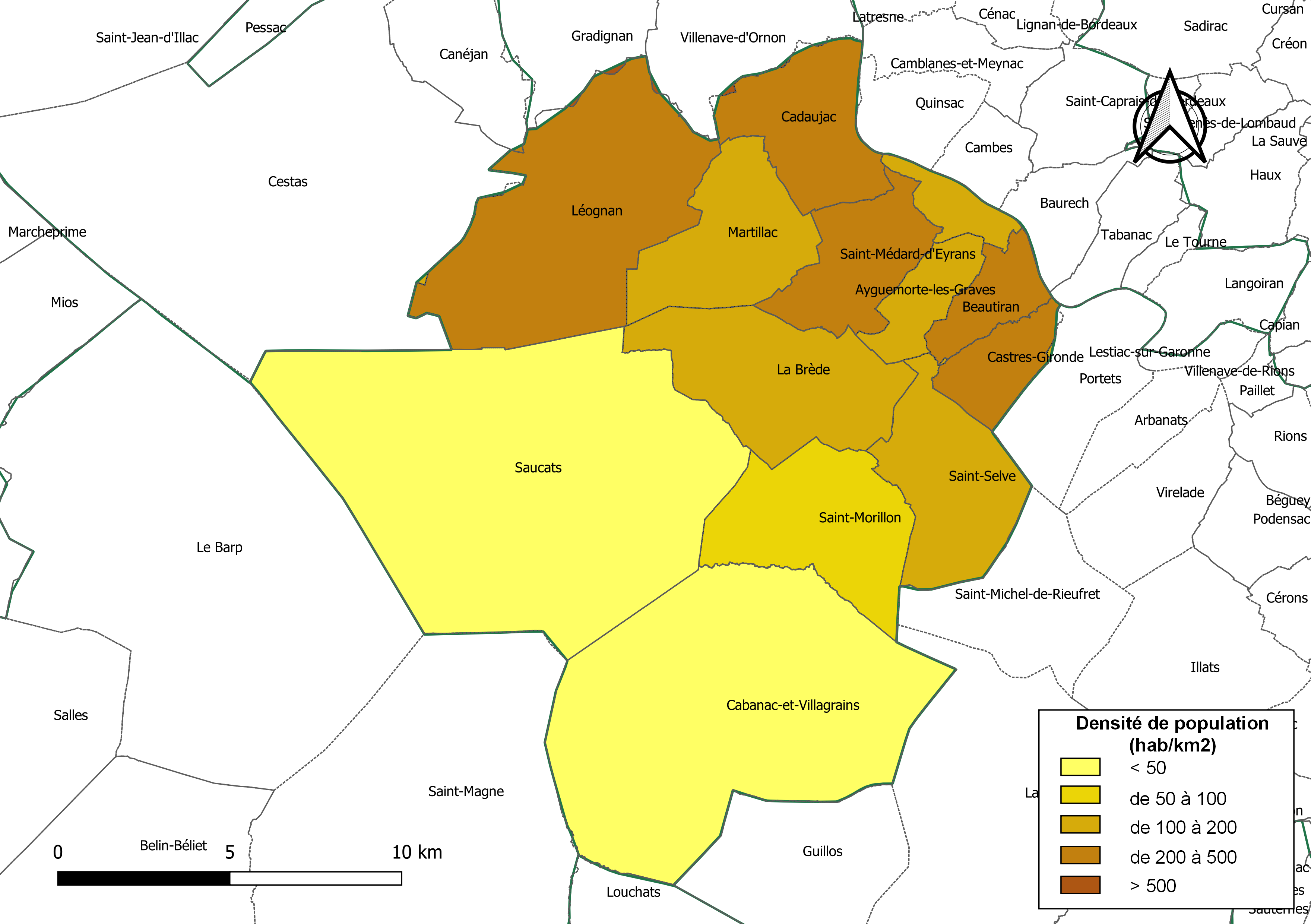
Carte des densités de population (millésimée 2016) des communes de la communauté de communes de Montesquieu. Composition en communes au 1er janvier 2019.

La communauté de communes est composée des 13 communes suivantes :

| Nom                    | Code Insee | Gentilé                  | Superficie (km2) | Population (dernière pop. légale) | Densité (hab./km2) |
| ---------------------- | ---------- | ------------------------ | ---------------- | --------------------------------- | ------------------ |
| Martillac (siège)      | 33274      | Martillacais             | 17,09            | 3 581 (2022)                      | 210                |
| Ayguemorte-les-Graves  | 33023      | Ayguemortais             | 6,33             | 1 402 (2022)                      | 221                |
| Beautiran              | 33037      | Beautiranais             | 6,35             | 2 466 (2022)                      | 388                |
| La Brède               | 33213      | Brédois                  | 23,28            | 4 423 (2022)                      | 190                |
| Cabanac-et-Villagrains | 33077      | Cabanacais-Villagrainois | 69               | 2 400 (2022)                      | 35                 |
| Cadaujac               | 33080      | Cadaujacais              | 15,33            | 6 784 (2022)                      | 443                |
| Castres-Gironde        | 33109      | Castrais                 | 6,97             | 2 689 (2022)                      | 386                |
| Isle-Saint-Georges     | 33206      | Lilais                   | 4,35             | 516 (2022)                        | 119                |
| Léognan                | 33238      | Léognanais               | 41,43            | 10 723 (2022)                     | 259                |
| Saint-Médard-d'Eyrans  | 33448      | Saint-Médardais          | 12,72            | 3 361 (2022)                      | 264                |
| Saint-Morillon         | 33454      | Saint-Morillonais        | 20,4             | 1 817 (2022)                      | 89                 |
| Saint-Selve            | 33474      | Saint-Selvais            | 17,74            | 3 668 (2022)                      | 207                |
| Saucats                | 33501      | Saucatais                | 89,15            | 3 446 (2022)                      | 39                 |

### Démographie
| 1968   | 1975   | 1982   | 1990   | 1999   | 2006   | 2011   | 2016   | 2022   |
| ------ | ------ | ------ | ------ | ------ | ------ | ------ | ------ | ------ |
| 14 335 | 18 101 | 23 047 | 27 872 | 30 883 | 34 919 | 37 668 | 42 534 | 47 276 |

## Administration
L'administration de l'intercommunalité repose, à compter du renouvellement général des conseils municipaux de mars 2014, sur 45 délégués titulaires, à raison de deux délégués par commune membre, sauf Léognan qui en dispose de dix, Cadaujac de cinq, La Brède de quatre et Beautiran, Cabanac-et-Villagrains, Castres-Gironde, Martillac, Saint-Médard-d'Eyrans et Saucats de trois chacune.
| Période                                  | Période  | Identité            | Étiquette | Qualité                                                        |
| ---------------------------------------- | -------- | ------------------- | --------- | -------------------------------------------------------------- |
| 2001                                     | 2020     | Christian Tamarelle | PS        | maire de Saint-Médard-d'Eyrans (1997-)                         |
| 2020                                     | En cours | Bernard Fath        | PS        | Maire de Léognan 1995 - 2016 puis adjoint au Maire depuis 2016 |
| Les données manquantes sont à compléter. |          |                     |           |                                                                |

Le président est assisté de huit vice-présidents :
- Benoist Aulanier, vice-président chargé de la commission aménagement du territoire et urbanisme
- Laurent Barban, maire de Léognan, vice-président chargé de la commission patrimoine bâti et réseaux
- Nathalie Burtin-Dauzan, maire de Saint-Selve, vice-présidente chargée de la commission jeunesse et citoyenneté
- Bruno Clément, maire de Saucats, vice-président chargé de la commission solidarités et petite enfance
- Michel Dufranc, maire de La Brède, vice-président chargé de la commission développement économique
- Christian Tamarelle, maire de Saint-Médard-d'Eyrans, vice-président chargé de la commission infrastructures et voiries
- Jean-André Lemire, vice-président chargé de la commission gestion des déchets et régimes hydrauliques
- Corinne Martinez, conseillère départementale, vice-présidente chargée de la commission transition écologique et solidaire

## Compétences
- Gestion de la technopole de Montesquieu.
- Gestion de l'aérodrome de Léognan-Saucats.
- L’environnement (la collecte des déchets ménagers et assimilés, les bassins versants, entretien des digues des bords de Garonne, la sensibilisation au tri, protection de l’environnement, déchèteries.).
- Le développement économique (animation économique, commercialisation des zones, accompagnement des entreprises…).
- La solidarité (Insertion, pôle emploi, le logement, la dotation de solidarité aux communes, les subventions aux associations…).
- La jeunesse-petite-enfance et animation socioculturelle (structures multi-accueil, Relais d’assistantes maternelles, lieu d'accueil enfants-parents, Conseil intercommunal de sécurité et de prévention de la délinquance, actions de prévention, les transports scolaires…).
- Le tourisme (Office de tourisme de Montesquieu) pistes cyclables, chemins de randonnées….